# 蘭伯特 (密蘇里州)
蘭伯特（英語：Lambert）是位於美國密蘇里州斯科特縣的村。

## 人口
根據2020年美國人口普查的數據，蘭伯特的面積為0.13平方千米，皆為陸地。當地共有人口48人，而人口密度為每平方千米369人。